# Hemmestorp, Östra Göinge kommun
Hemmestorp är en småort i Östra Göinge kommun i Skåne län.
Bebyggelsen i orten ingick till och med 2005 i tätorten Östanå. 2010 översteg avståndet mellan bebyggelserna kravet för att anses var en gemensam tätort och bebyggelsen här bildade då en separat småort.

## Befolkningsutveckling
| Befolkningsutvecklingen i Hemmestorp 2010–2015 | Befolkningsutvecklingen i Hemmestorp 2010–2015 | Befolkningsutvecklingen i Hemmestorp 2010–2015 | Befolkningsutvecklingen i Hemmestorp 2010–2015 | Befolkningsutvecklingen i Hemmestorp 2010–2015 |
| ---------------------------------------------- | ---------------------------------------------- | ---------------------------------------------- | ---------------------------------------------- | ---------------------------------------------- |
|                                                |                                                |                                                |                                                |                                                |
| År                                             |                                                |                                                | Folkmängd                                      | Areal (ha)                                     |
| 2010                                           | 2010                                           |                                                | 83                                             | 10#                                            |
| 2015                                           | 2015                                           |                                                | 78                                             | 18#                                            |
| Anm.: Ny småort 2010. # Som småort.            |                                                |                                                |                                                |                                                |